# Karl Friedrich Wilhelm von Weise
Karl Friedrich Wilhelm Weise, ab 18. Juni 1803: von Weise (* 15. Mai 1779 in Sondershausen; † 6. März 1851 in Thierbach bei Meineweh) war Kammerpräsident im Fürstentum Schwarzburg-Sondershausen.

## Leben
Karl Weise war der älteste Sohn des späteren Kammerpräsidenten, Regierungschefs und Sondershäuser Kanzlers Adolf (von) Weise, der 1803 in den erblichen Adelsstand erhoben wurde.
Er erhielt eine wissenschaftliche Ausbildung durch Hauslehrer und besuchte ab 1796 die Universität Göttingen zum Studium der Rechtswissenschaften und der Kameralistik. Nach drei Jahren beendete er seine Studien und kehrte nach Sondershausen zurück. Dort war inzwischen eine Regierungsveränderung eingetreten, weil am 14. Oktober 1794 der Fürst Christian Günther gestorben und dessen ältester Sohn Günther Friedrich Karl an dessen Stelle getreten war. Sein Vater, Adolf Weise, war zu diesem Zeitpunkt Amtsaktuar.
Nachdem Karl Weise einige Zeit als Advokat tätig gewesen war, erhielt er eine Anstellung als Assessor bei der fürstlichen Kammer. Einige Zeit darauf wurde er Hof- und Kammerrat, 1811 Vizepräsident und 1818 Präsident der Kammer. In dieser Funktion erhielt er von der Bevölkerung häufig Kritik, wenn es um die Verwaltung des fürstlichen Kammervermögens ging; eine Aufgabe, die er allerdings zur Zufriedenheit seines Fürsten ausführte.
Er nahm 1814/15, gemeinsam mit seinem Vater, an den Wiener Kongressverhandlungen teil, sowie auch an den Verhandlungen mit Preußen, die den am 15. Juni 1816 abgeschlossenen Staatsvertrag zur Folge hatten, wodurch die ehemaligen Rezessverhältnisse beseitigt wurden. Preußen verzichtete in diesem Vertrag, gegen die Abtretung des Amtes Bodungen, auf die Landeshoheits- und Lehnsrechte, die in der Vergangenheit zu Streitigkeiten zwischen Kursachsen und Schwarzburg-Sondershausen geführt hatten, und überließ den freien Besitz des Amtes Ebeleben mit Ausschluss der Exklave Bothenheilingen und die adeligen Gerichtsorte Großfurra und Bendeleben.
Er leitete auch die Verhandlungen mit Preußen wegen der Stiftung des thüringischen Zollvereins und dessen Anschluss an Preußen 1832 bis 1833; sein diplomatischen Geschick und seine Umsicht wurde später vom Generalzolldirektor Brand besonders hervorgehoben.
Als 1835 der Sohn des Fürsten, Günther Friedrich Carl II., die Regierung übernahm, wurde Karl von Weise entlassen und zog sich in das Privatleben auf seiner Herrschaft in Thierbach bei Naumburg zurück. Sein jüngerer (schon vor dem Vater geadelter) Bruder Adolf von Weise, bis dahin Fürstlicher Oberstallmeister, folgte ihm in das Exil.
Ein Nachruf verteidigte sein Andenken mit dem Hinweis, er habe sich streng an das Fürstenrecht gehalten und hätte nicht anders handeln können. In seiner Amtszeit hatten sich die Dominialgüter verbessert und die an die Landwirte verpachteten Betriebe waren inzwischen Musterwirtschaften.

## Auszeichnungen
Aufgrund der Verhandlungen mit Preußen erhielt er 1816 den Roten Adlerorden 3. Klasse.